# Ascidia liberata
Ascidia liberata är en sjöpungsart som beskrevs av Sluiter 1887. Ascidia liberata ingår i släktet Ascidia och familjen Ascidiidae. Inga underarter finns listade i Catalogue of Life.